# Liste des joueurs élus au Temple de la renommée du baseball avec 90 % du vote

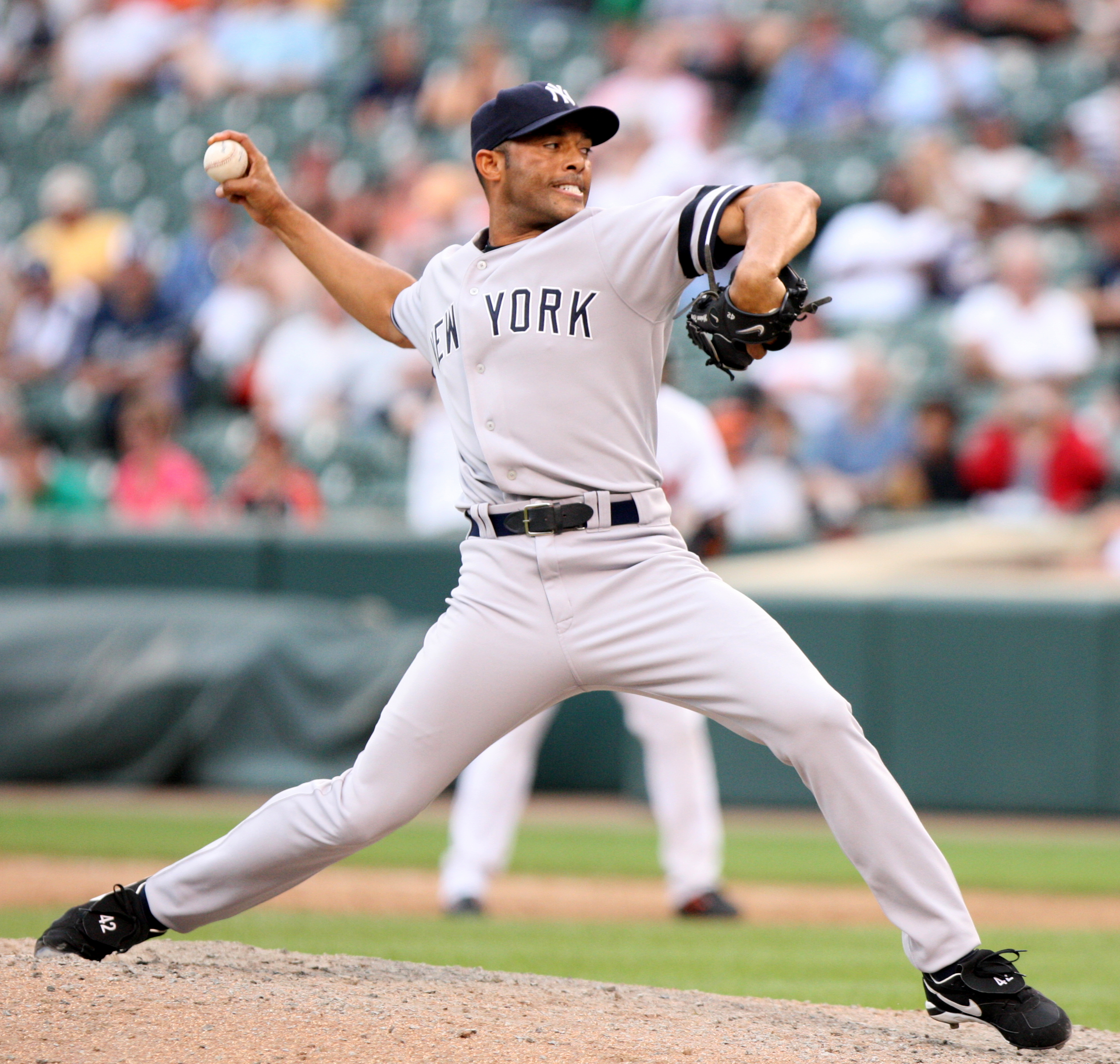
Mariano Rivera, élu en 2019, a été le premier joueur à recevoir 100 % des votes de l'Association des chroniqueurs de baseball d'Amérique.

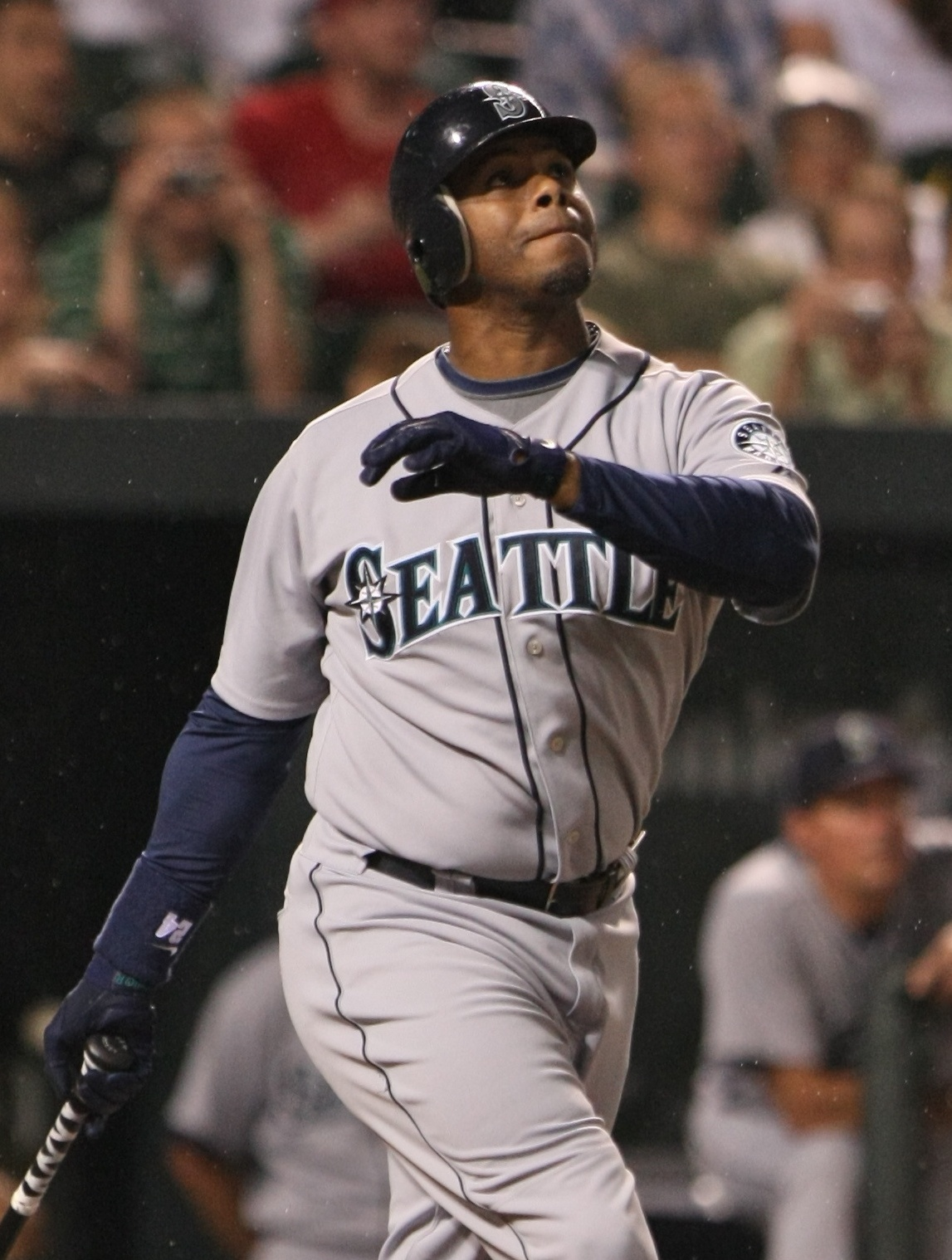
Ken Griffey, Jr. est élu en 2016 par 99,32 % des membres de l'Association des chroniqueurs de baseball d'Amérique ayant retourné un bulletin de vote, un record qui sera battu en 2019.

Les joueurs suivants ont été élus au Temple de la renommée du baseball avec plus de 90 % des votes.
Vladimir Guerrero et Roberto Alomar, énumérés en italique, n'ont pas été élus lors de leur première apparition sur le bulletin de vote. Les deux ont été élus lors de leur deuxième apparition.
| #  | Joueur            | Année | Pourcentage |
| -- | ----------------- | ----- | ----------- |
| 1  | Mariano Rivera    | 2019  | 100,0       |
| 2  | Derek Jeter       | 2020  | 99,75       |
| 3  | Ken Griffey, Jr.  | 2016  | 99,32       |
| 4  | Tom Seaver        | 1992  | 98,84       |
| 5  | Nolan Ryan        | 1999  | 98,79       |
| 6  | Cal Ripken, Jr.   | 2007  | 98,53       |
| 7  | Ty Cobb           | 1936  | 98,23       |
| 8  | George Brett      | 1999  | 98,19       |
| 9  | Hank Aaron        | 1982  | 97,83       |
| 10 | Tony Gwynn        | 2007  | 97,61       |
| 11 | Randy Johnson     | 2015  | 97,30       |
| 12 | Greg Maddux       | 2014  | 97,20       |
| 13 | Mike Schmidt      | 1995  | 96,52       |
| 14 | Johnny Bench      | 1989  | 96,42       |
| 15 | Steve Carlton     | 1994  | 95,61       |
| 16 | Babe Ruth         | 1936  | 95,13       |
| 17 | Honus Wagner      | 1936  | 95,13       |
| 18 | Rickey Henderson  | 2009  | 94,81       |
| 19 | Willie Mays       | 1979  | 94,68       |
| 20 | Carl Yastrzemski  | 1989  | 94,63       |
| 21 | Bob Feller        | 1962  | 93,75       |
| 22 | Reggie Jackson    | 1993  | 93,62       |
| 23 | Ted Williams      | 1966  | 93,38       |
| 24 | Stan Musial       | 1969  | 93,24       |
| 25 | Vladimir Guerrero | 2018  | 92,89       |
| 26 | Jim Palmer        | 1990  | 92,57       |
| 27 | Brooks Robinson   | 1983  | 91,98       |
| 28 | Tom Glavine       | 2014  | 91,90       |
| 29 | Wade Boggs        | 2005  | 91,86       |
| 30 | Ozzie Smith       | 2002  | 91,74       |
| 31 | Pedro Martínez    | 2015  | 91,10       |
| 32 | Christy Mathewson | 1936  | 90,71       |
| 33 | Rod Carew         | 1991  | 90,52       |
| 34 | Roberto Alomar    | 2011  | 90,02       |

## Référence
- (en) Élections du Temple de la renommée depuis 1936 sur Baseball-Reference.com